# Bangaon
Bangaon est une ville du district de North 24 Parganas dans l'État du Bengale-Occidental en Inde.
Sa population était d'environ 110 668 habitants en 2011.

## Histoire
Une voie ferrée y a été construite en 1882.
La contamination de l'eau par l'arsenic est une préoccupation dans la région.

## Personnalités illustres
- Jiban Ratan Dhar (1889–1963), politicien indien
- Jogendra Nath Mandal
- Bibhutibhushan Bandopadhyay, écrivain
- Rakhaldas Bandyopadhyay, archéologiste.

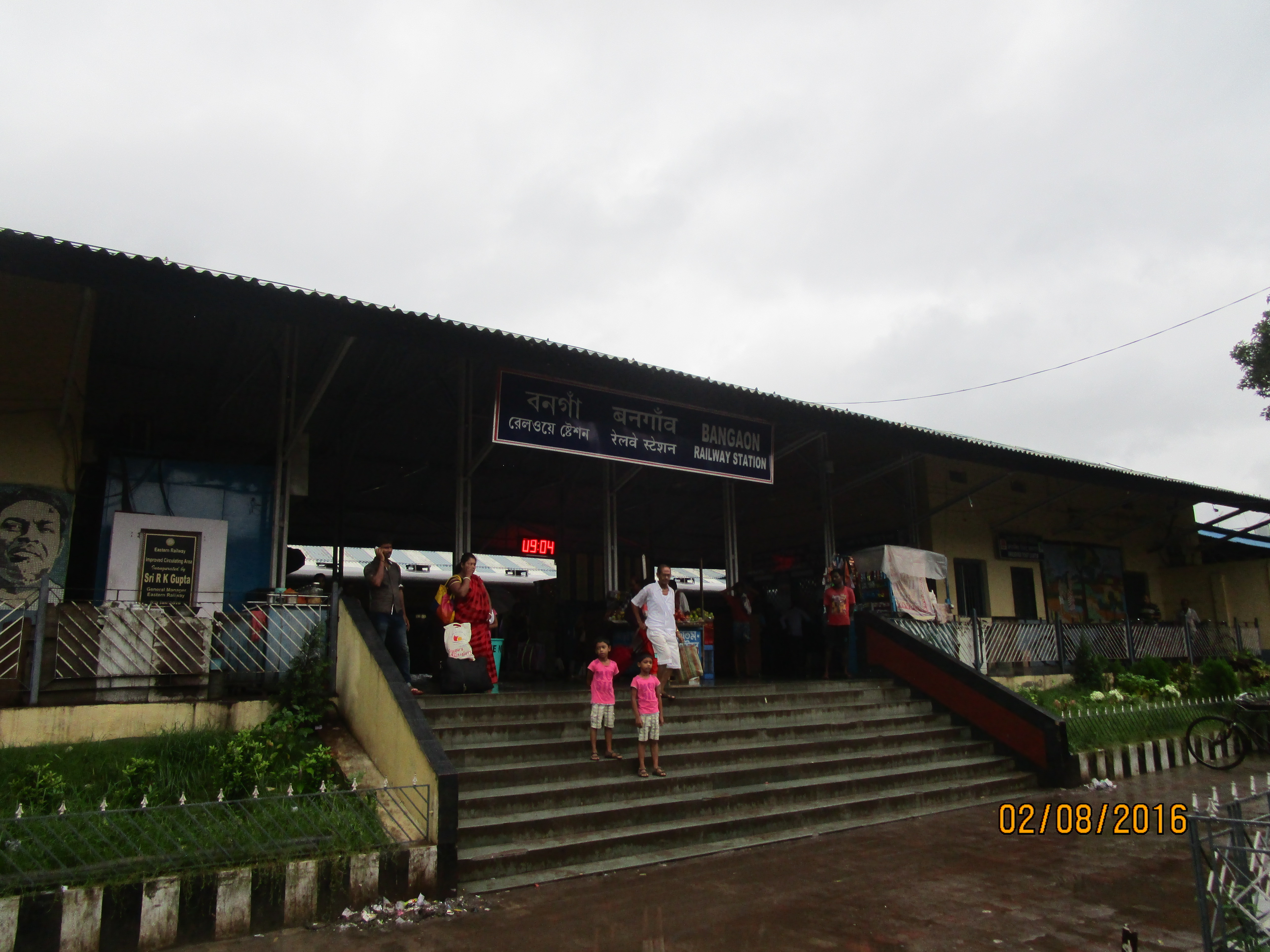
Gare de Bangaon
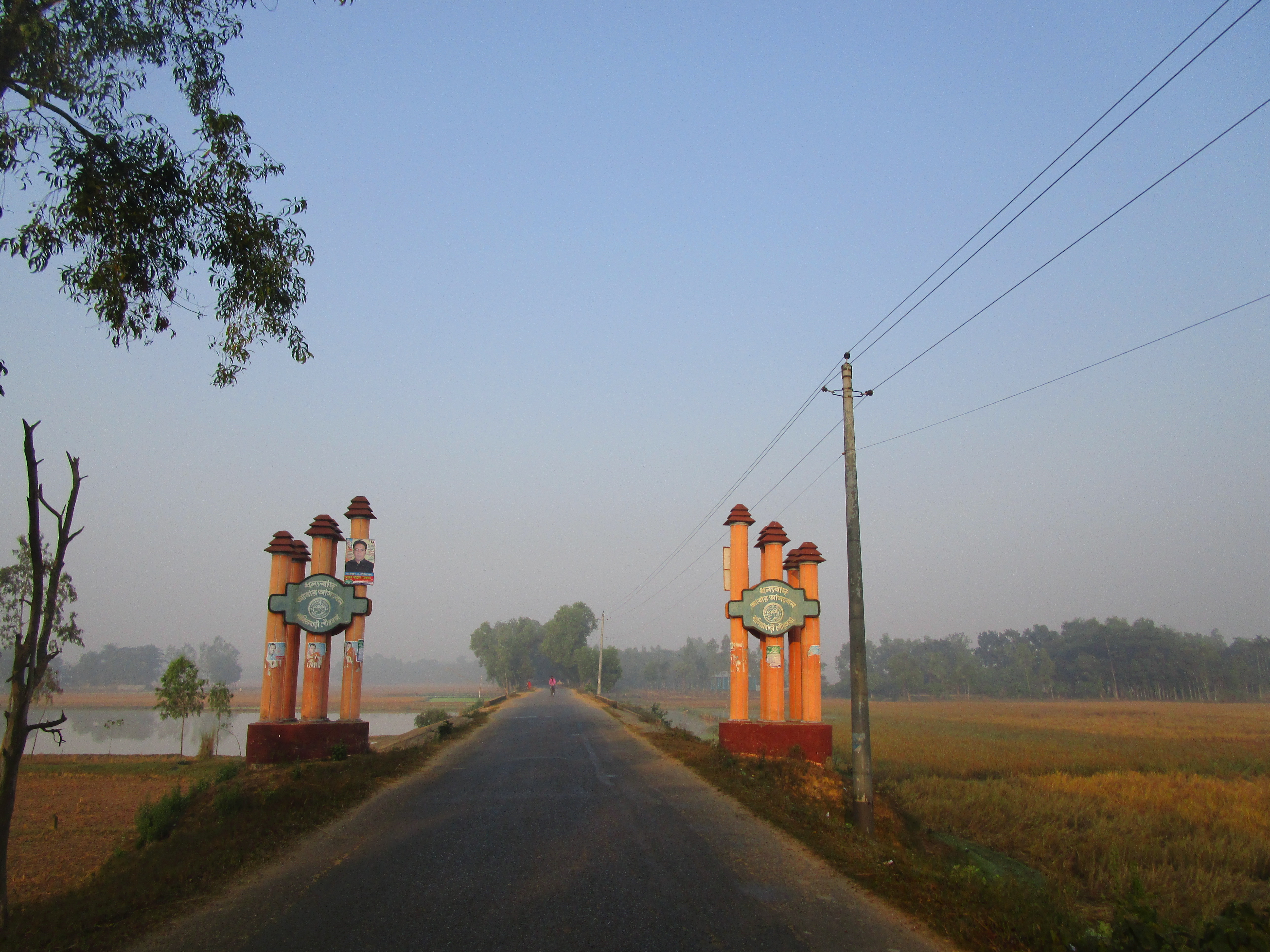
Route de Bangaon